# Salone dell'automobile di Mosca
Il salone dell'automobile di Mosca (in inglese Moscow International Motor Show o MIMS, in russo Московская Международная Автомобильная выставка «Мотор Шоу») è un salone dell'automobile che si svolge ogni due anni ad agosto nella capitale russa. La prima edizione è del 1992, ed è stata organizzata al "Krasnay Presnya" ExpoCenter. Dal 2008 il salone è organizzato al Crocus Expo.